# Emotional Freedom Techniques
Emotional Freedom Techniques (EFT) är en form av rådgivande intervention som bygger på alternativmedicinska teorier, såsom akupunktur, Neurolingvistisk programmering och tankefältterapi. Under en EFT-session fokuserar utövaren på en specifik fråga medan han knackar på akupunkturpunkter, så kallade meridianpunkter, vilket förmodas lindra sjukdom,. Vetenskapligt stöd för metoden saknas helt.